# 算法与数据结构词典
《算法与数据结构词典》是一本收集了算法、算法技术、典型问题和数据结构的计算机科学领域内的类似辞典的参考。辞典由保罗·巴拉克维护，由美国国家标准与技术研究所信息技术实验室软件诊断和一致性测试部软件质量组主办。